# Internationale socialiste des femmes
Pour les articles homonymes, voir ISF.
L'Internationale socialiste des femmes (ISF) est une organisation féministe et socialiste internationale, principalement européenne. Elle a été créée en 1907, sous le nom d'Internationale des femmes socialistes comme organisation sœur de l'Internationale ouvrière. Après plusieurs changements de nom, cette organisation est aujourd'hui associée à l'Internationale socialiste (IS), rassemblant les organisations féminines des partis membres de l'IS.

## Internationale des femmes socialistes (1907-1917)
Relativement peu visibles dans la Première Internationale, les femmes apparaissent sur la scène publique de la Deuxième Internationale. L'ouvrage La Femme et le socialisme (1878), écrit en prison par August Bebel, président du SPD allemand, fait de la condition féminine une partie intégrante de la question sociale. Le SPD est alors le plus fort et le plus organisé des partis de l'Internationale, et son ouvrage aura un retentissement important, à la fois en Allemagne et à l'étranger par de nombreuses traductions.

### Prémices
Lors du congrès fondateur de la IIe Internationale, en 1889 à Paris, la journaliste et militante allemande Clara Zetkin, alors en exil en France, prononce un de ses premiers discours public, réclamant la défense, par les socialistes, du droit au travail des femmes, ainsi que leur incorporation à la lutte des classes.
Son discours porte et elle fait inscrire dans la nouvelle ligne politique de l'Internationale la revendication de l'égalité économique, juridique et politique des femmes, le droit d'accéder librement au travail, et la recommandation d'inviter les socialistes de tous les pays à inviter les femmes dans la lutte des classes.
Des sections féminines sont créées dans les différents partis socialistes d'Europe, les plus importantes étant en Allemagne et en Autriche.

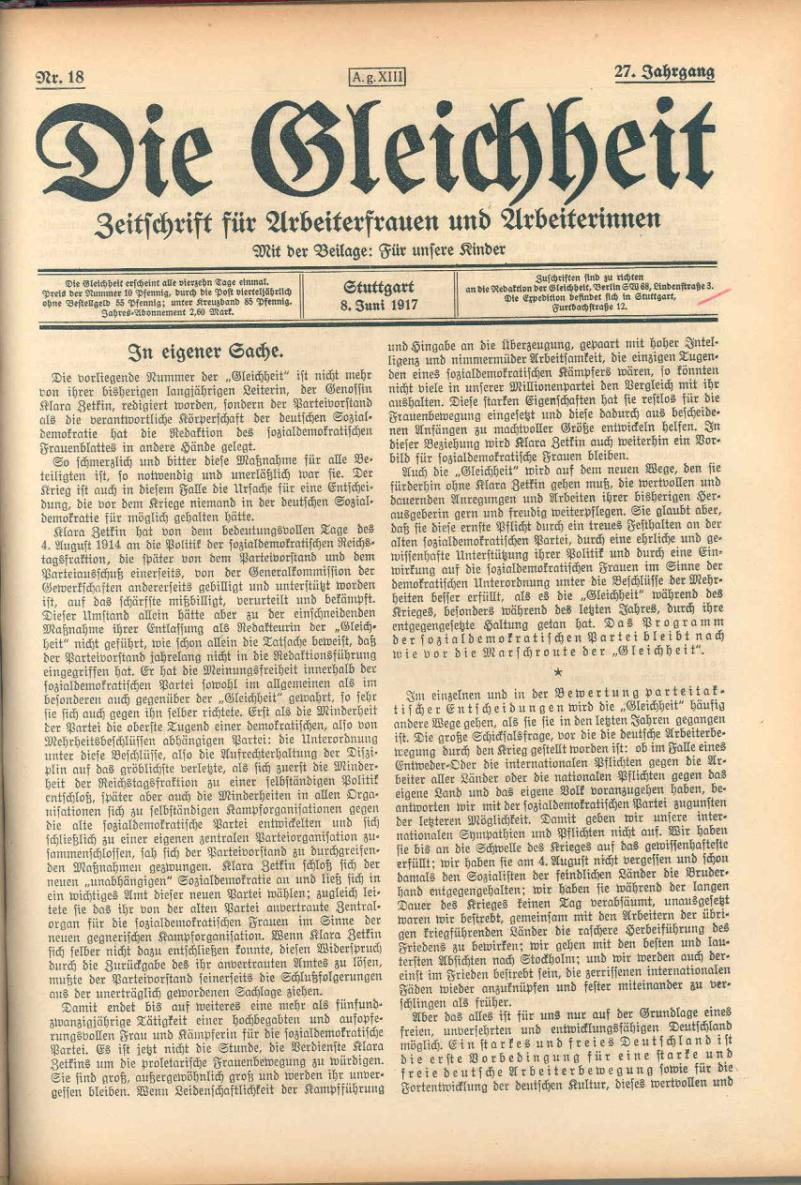
Die Gleichheit du 8 juin 1917.

### Première conférence (1907, Stuttgart)
La Première conférence internationale des femmes socialistes eut lieu le 17 août 1907 à Stuttgart. Organisée à l'initiative de Clara Zetkin, qui deviendra présidente de l'ISF, elle se veut un « premier contact » entre les femmes des différents partis socialistes. Avec des représentantes de 15 pays différents, la conférence est un succès sur le plan de la fréquentation. L'internationale socialiste des femmes se dote d'un organe de presse officiel, Die Gleichheit (L'Égalité), et établit comme priorité l'obtention du suffrage universel, permettant l'accès au droit de vote par les femmes de toutes conditions (dans un certain nombre de pays, le suffrage censitaire excluait du droit de vote une large partie de la population masculine).
Malgré la grande unité idéologique, des divergences d'ordre stratégiques apparaissent assez vite. Clara Zetkin souhaite établir un positionnement commun sur certains sujets sensibles (pas d'alliance avec les féministes de la bourgeoisie, pas de soutien à l'obtention du droit de vote pour les seuls ouvriers hommes). La disparité des situations locales rend cette intransigeance difficilement possible pour d'autres délégations, notamment la délégation autrichienne d'Adelheid Popp et les délégations anglaises et américaines.

### Seconde conférence (1910, Copenhague)

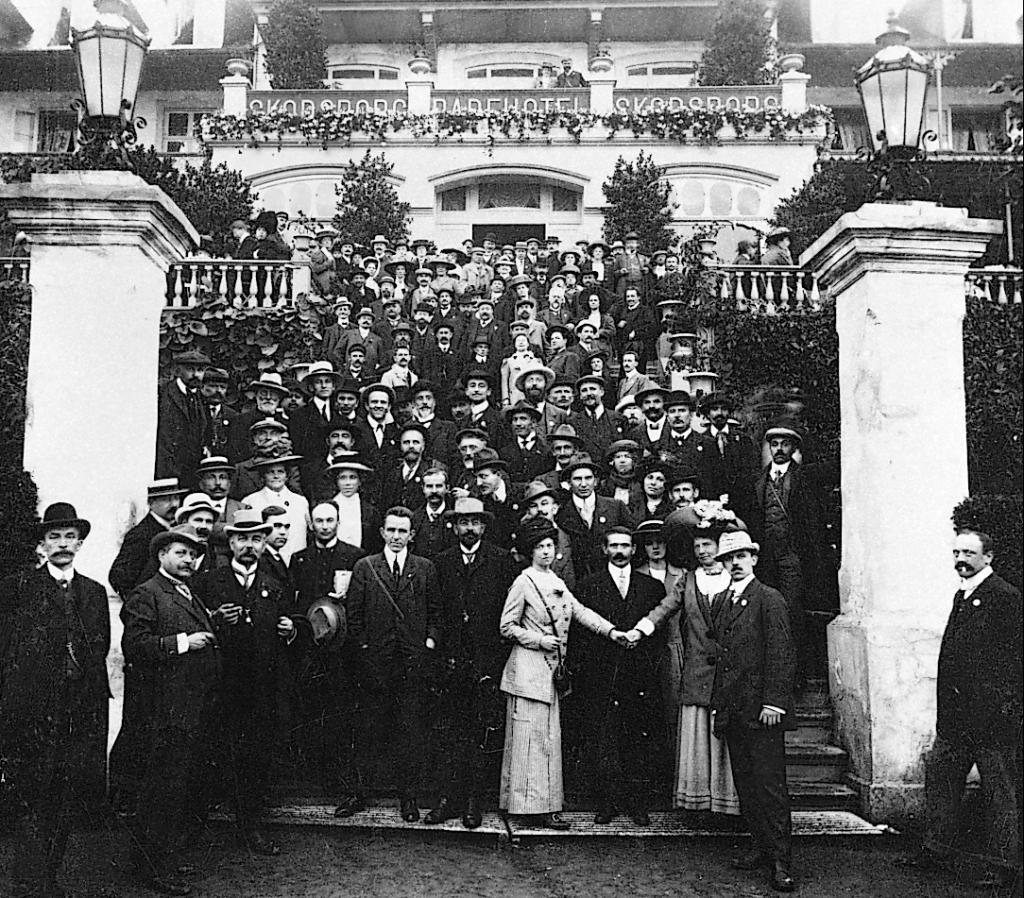
Au centre, Clara Zetkin et Alexandra Kollontaï au VIIIe congrès de l'Internationale socialiste, Copenhague (Danemark), 1910.

La Deuxième conférence de l'Internationale des femmes socialistes se tint en 1910 à Copenhague. Elle rassembla presque deux fois plus de déléguées que la précédente conférence. La présidente Clara Zetkin fit un discours où elle compara la croissance du mouvement socialiste féminin aux débuts du christianisme (« d'abord un, puis douze, puis cent, mille, des millions »). Elle fut réélue par acclamation.
Sur proposition de Clara Zetkin et d'Alexandra Kollontaï, il fut décidé d'organiser annuellement une Journée internationale des femmes, dont la première eût lieu le 19 mars 1911.
La conférence fut également marquée par un incident causé par les déléguées britanniques, dont une grande partie, s'estimant mal représentée par l'oratrice choisie pour s'exprimer en leur nom, Dora Montefiore, décident de quitter la salle en signe de protestation.

### Autres conférences
Lors de la conférence de Bâle de l'Internationale ouvrière de 1912, Clara Zetkin prononça un discours enflammé pour la Paix et la nécessité des femmes socialistes de lutter contre la guerre qui touche principalement les « fils » du prolétariat.
Avec la Première Guerre mondiale, les activités de l'ISF connurent un temps d'arrêt. Du 26 au 28 mars 1915, en pleine « union sacrée » (soutien patriotique auquel se rallient même les députés sociaux-démocrates allemands), l'Internationale socialiste des femmes réunit à Berne (pays neutre) un congrès international des femmes pour la paix, sous la houlette de Clara Zetkin. Des femmes de tous les pays belligérants déclarent alors « guerre à la guerre », conformément aux principes originels de l'Internationale socialiste. Le journal officiel de l'ISF, Die Gleichheit, publie alors :
« 
Pendant que la grande Internationale Socialiste, notre fierté à tous, notre espérance, s'effondrait sous le feu des petits calibres, des munitions, des projectiles, la petite Internationale des femmes témoignait de son inébranlable vie intérieure. Par-dessus les champs de bataille, les camarades-femmes de toutes les nations se cherchèrent, dans la fidélité de leurs convictions, et leurs sœurs des pays neutres les aidèrent à se trouver.
 »

## Grandes figures
- Rosa Luxemburg
- Angelica Balabanova
- Alexandra Kollontaï
- Clara Zetkin

## Autres structures
Après la Première Guerre mondiale, l'ISF connut la division, suivant en cela le reste du mouvement ouvrier. En 1925, Edith Kemmis prend la tête du secrétariat international, avec le soutien de Friedrich Adler, secrétaire de l'Internationale ouvrière socialiste.
La Seconde Guerre mondiale voit s'effondrer à nouveau l'ISF, déjà minée par les coups portés contre les puissants partis socialistes allemands et autrichiens par les nazis. Seule une conférence internationale en 1941, à l'initiative des femmes du Labour britannique permit aux femmes socialistes de se faire entendre pendant le conflit.
En 1955, se met en place un Conseil international des femmes sociales-démocrates, qui en 1978 devint l'Internationale socialiste des femmes.